# セクストゥス・プロペルティウス

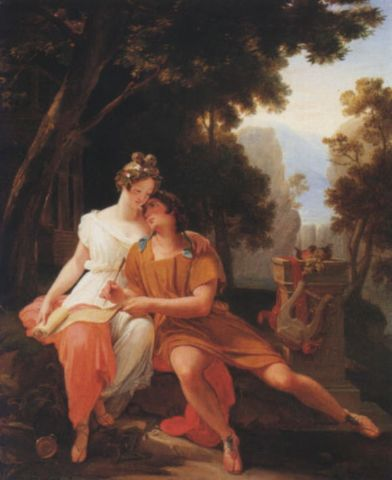
Auguste Jean Baptiste Vinchon, Propertius & Cynthia

セクストゥス・アウレリウス・プロペルティウス（Sextus Aurelius Propertius, 紀元前50年頃 - 紀元前15年頃）はラテン語のエレギア詩人。
プロペルティウスについて知られていることは、その著作を除けばほとんどない。その詩の中に多く言及されていることから、ウンブリアで生まれ育ったようである。アッシジが、自分の町こそプロペルティウスの出生地であると主張している。現存する作品の中には、4巻の『エレギア』詩集が含まれている。

## プロペルティウスの詩
プロペルティウスの名声の基盤となっているのは、4巻の『エレギア』詩集である。プロペルティウスのエレギア詩はすべて、紀元前1世紀にローマの社交界で流行していた「エレゲイオン」という詩形（エレジー#古典詩参照）で書かれている。ほとんどのエレギア詩人同様、プロペルティウスの詩は一人の女性のことで占められている。その女性は「キュンティア（Cynthia）」という名前で、その名前は最初の詩『Monobiblos』の冒頭から登場する。
Cynthia prima suis miserum me cepit ocellis,
contactum nullis ante cupidinibus.
-- 第1巻1の冒頭。大意「キュンティアはまずその小さな瞳で惨めな私を虜にした。私はそれまでクピドに触れられたことが一度もなかった」。
キュンティアの名前は第1巻の詩の半分に出てくる。それ以外の詩にも間接的に登場する。アプレイウスはキュンティアの本名が「ホスティア（Hostia）」であるとした。プロペルティウスも彼女が紀元前2世紀のローマの叙事詩人ホスティウス（en:Hostius）の子孫だとほのめかしている（第3巻20）。プロペルティウスはしばしばキュンティアを「教養ある淑女」で（第1巻7、第2巻131、第2巻13）、スルピキア（en:Sulpicia）のように自分でも詩を書いたと賛辞しているが、研究者たちは、キュンティアはおそらく高級娼婦（en:Courtesan）ではなかったかと推測している。二人の関係は、感情の両極端を大きく揺れ動き、少なくとも第3巻の発表時まで、キュンティアは恋人としてプロペルティウスの人生を支配していた。
cuncta tuus sepelivit amor, nec femina post te
ulla dedit collo dulcia vincla meo.
-- III.15.11-2。大意「君の愛は他のすべてを忘れさせた、どんな女もいない、君が僕の首に甘い足枷をはめた後では」。
プロペルティウスの詩がいつ書かれたかを特定することは難しいが、その詩は、ラテン語のエレギア詩人の間ではありふれたテーマであった愛の告白、情熱、嫉妬、口論、悲嘆を年代順に記録している。第3巻の最後の2つの詩はキュンティアとの最終的破局を示しているように見える（「僕の詩が君を有名にしたことは恥である」第3巻24）。そしてキュンティアは最後の第4巻が発表される前に亡くなったらしい。第4巻でキュンティアをテーマとしたものは、後書きとしての挨拶のたった2つの詩だけである。この両極端な関係の複雑性は第4巻の中の痛切な詩の中に十分に明示される。キュンティアの幽霊が、自分の葬式は豪勢でなかったと（他のことと一緒に）プロペルティウスを批判するのである。そしてその最後の行は、プロペルティウスが未練を残しているように見受けられる。
inter complexus excidit umbra meos
-- IV.7.96。大意「それから彼女の影は僕の抱擁から消え去った」。
また第4巻はプロペルティウスが新しい詩の方向を企図していたことを強く示している。そこにはローマやその歴史的な建物の神話的由来を再吟味した、いくつかの因果関係学（en:Etiology#Mythology）的詩が含まれている。これらは、新しいローマを目指すアウグストゥスとその政策の批判（曖昧に転覆をも目論む）として読むこともできるが、現代の古典研究者たちの間でも議論の的となっている。最後の詩（第4巻11）は、紀元前16年に亡くなったコルネリア・スピキオ（en:Cornelia Scipio）の葬式のために書かれたもので、コルネリアの美徳を賛辞している。ほとんど帝国からの依頼のようなものだが（コルネリアはアウグストゥスの親類だった）、その荘厳さ、気高さ、哀調は「エレギアの女王」という評価を受けている。
プロペルティウスのスタイルは、ぱっと見たところ唐突な場面転換（ラテン語の新しい詩の方法）と、ギリシア・ローマの神話・伝説のあまり知られていない一節に多く向けられた高度で想像力に富んだ隠喩によって特徴づけられる。プロペルティウス独特の言い回しは、テキストの損なわれた状態と相俟って、その詩の校訂の問題を生じさせる。これまでに、古典主義のジョン・パーシヴァル・ポストゲイト（en:John Percival Postgate）やイギリスの詩人A・E・ハウスマン（en:Alfred Edward Housman）がテキストの原典研究ならびに校訂を行った。

## テキストの問題
テキストには多くの統語上・構造上・論理上の問題が含まれている。いくつかは疑いなく、プロペルティウスの大胆で、時には型破りなラテン語の使用が問題を悪化させている。写本に記載する際、研究者がテキストの手直し、時には変更をせざるをえなかったものもある。
全部で146ある現存するプロペルティウスの写本のもっとも古いものは12世紀のものである。しかし、そうした写本の中の詩のいくつかは支離滅裂である。たとえば第1巻8は、キュンティアが航海の計画を取りやめたことを弁解するところから始まっているが、ラストでは航海を中止した喜びで終わる。そのため、多くの研究家はこの詩の前半を8a（26行まで）、後半を8b（27行から46行まで）と分割している。第2巻26は、より複雑な構造上の問題を含んでいる。順番に、（1）難破するキュンティアの夢、（2）キュンティアの貞節への賛辞、（3）キュンティアが航海を計画し、プロペルティウスが同行することの表明、（4）一緒に岸に移動する二人、（5）急に二人は船上にいて海難の可能性に備える、と混乱している。論理的にも時間的にも矛盾していて、そのためにさまざまな注釈者たちは、行を並び替えるか、テキストの中にいくつかの「空白」を差し挟んでいる。D. Thomas Benediktsonなど近年の研究者は、こうした改訂は、プロペルティウスの元々の詩はアリストテレスによって定められた古典文学の法則を厳格に守っていて、見た目の混乱は写本の改悪であると仮定してのものだった、と指摘している。
別の可能性としては、たとえば三一致の法則のような法則に背いて、プロペルティウスが故意に支離滅裂なイメージを書き連ねたというものである。この解釈もまた、プロペルティウスのスタイルは古典文学原理の正統性に対する反発であることを意味している。

## 影響
プロペルティウスは自分のことを、その時代とても人気があったばかりでなく、スキャンダラスでもあったと語っている（第2巻24a）。プロペルティウスの人気はポンペイの落書きの中にプロペルティウスの詩があることでも立証されている。
中世になると、プロペルティウスの名は忘れ去られたが、イタリア・ルネサンス期に他のエレギア詩人とともに復活した。ペトラルカの愛のソネットはプロペルティウスの影響がはっきりと見られるし、アエネアス・シルウィウス（後のピウス2世 (ローマ教皇)。詩人であった）が若い時に発表したエレギア詩集のタイトルは『Cinthia（キンティア）』だった。さらに、ベン・ジョンソンの作とされる（異論もある）『Propertian Elegies（プロペルティウス風エレジー集）』もある。ゲーテの1759年の詩集『ローマ悲歌』もプロペルティウスの詩に少し近い。
20世紀になると、エズラ・パウンドの詩『セクストゥス・プロペルティウスへの敬意』がある。これはプロペルティウスの風刺家・反体制としての側面に焦点を当てたもので、パウンドのエレギア詩の翻訳/解釈は、それをパウンドが提唱するイマジズム理論の古代の例として紹介している。イマジズムの解釈、つまりプロペルティウスの内的独白の傾向と徹底的に私的な特質は、現代でもプロペルティウスを人気作家にした。ごく最近になってプロペルティウスの英語訳が2冊出版され、劇作家トム・ストッパードは戯曲『The Invention of Love』（1997年）の中で、プロペルティウスは、西洋が今日「ロマンティックな愛」と見なしている多くのものに寄与した、と示唆している。
ヨシフ・ブロツキーのロシア語で書かれた詩『Anno Domini』（1968年）の叙情的主人公はプロペルティウスである。